# Borys Łapicki
Borys Łapicki (ur. 7 stycznia 1889 w Krasnojarsku, zm. 28 stycznia 1974 w Łodzi) – polski prawnik, profesor prawa rzymskiego na Uniwersytecie Warszawskim i Uniwersytecie Łódzkim.

## Życiorys
Borys Łapicki urodził się w polskiej rodzinie zesłańców styczniowych. Po ukończeniu gimnazjum moskiewskiego, podjął studia prawnicze na Uniwersytecie Moskiewskim. W 1912 roku udał się na stypendium naukowe do Londynu i Paryża. Po powrocie do Rosji w 1916 roku uzyskał tytuł magistra prawa, odpowiadający dzisiejszej habilitacji. W 1923 roku przybył do Polski, gdzie dzięki rekomendacji swojego mentora Leona Petrażyckiego, podjął pracę w Wolnej Wszechnicy Polskiej, obejmując katedrę prawa cywilnego oraz rzymskiego. Od 1928 roku prowadził też wykłady z zakresu prawa w łódzkiej filii Wszechnicy. W następstwie przeprowadzonej przez Ministerstwo Wyznań Religijnych i Oświecenia Publicznego w 1937 roku weryfikacji wykładów prowadzonych we Wszechnicy, Borys Łapicki uzyskał tytuł profesora zwyczajnego, a rok później prorektora. W latach 1925–1935 prowadził wykład z prawa rzymskiego na Uniwersytecie Warszawskim jako zastępca kierownika Katedry Prawa Rzymskiego, prof. Ignacego Koschembahra-Łyskowskiego. W okresie drugiej wojny światowej kierował pracami Wydziału Ekonomiczno-Prawnego WWP, prowadząc jednocześnie tajne wykłady z zakresu prawa, m.in. prawa rzymskiego. Tuż po wojnie został pierwszym dziekanem Wydziału Prawno-Ekonomicznego nowo powstałego Uniwersytetu Łódzkiego. Jednocześnie, z ramienia rektora UŁ, był kuratorem (opiekunem) studenckiej organizacji samopomocowej „Bratnia Pomoc Studentów Uniwersytetu Łódzkiego”. W latach 1946–1948 był prodziekanem Wydziału Prawno-Ekonomicznego UŁ. Był również jednym z założycieli Łódzkiego Towarzystwa Naukowego. Dzięki jego staraniom utworzono Zakład Prawa Rzymskiego na Wydziale Prawno-Ekonomicznym, którym kierował do 1960 roku, kiedy to przeszedł na emeryturę.

## Publikacje (wybór)
- Ustawy królewskie w starożytnym Rzymie: Zagadnienie ich autentyczności, Pamiętnik Historyczno-Prawny, 1933
- Władza ojcowska w starożytnym Rzymie: cz. I Czasy królewski, cz. II Czasy republikańskie, Warszawa 1933; Okres klasyczny, Warszawa 1937
- Jednostka i państwo w Rzymie starożytnym, Biblioteka polska, 1939,
- Prawo rzymskie (w nakładzie 5375 egzemplarzy, w serii Podręczniki Uniwersyteckie), Spółdzielnia Wydawnicza „Książka”, Warszawa 1948,
- Poglądy prawne niewolników i proletariuszy rzymskich; studium historyczne na tle bazy gospodarczej i antagonizmów klasowych, Zakład Narodowy im. Ossolińskich, Wrocław-Łódź 1955,
- Etyczna kultura starożytnego Rzymu a wczesne chrześcijaństwo, Zakład Narodowy im. Ossolińskich, Wrocław-Łódź 1958,
- O spadkobiercach ideologii rzymskiej; okres chrystianizacji cesarstwa rzymskiego, Zakład Narodowy im. Ossolińskich, Wrocław-Łódź 1962,
- Ideologia rzymska w średniowieczu Europy zachodniej, Narodowy im. Ossolińskich, Wrocław-Łódź 1964.

## Życie prywatne
Borys Łapicki był wnukiem Hektora Łapickiego (wojewody mińskiego w czasie powstania styczniowego) oraz ojcem Andrzeja Łapickiego (aktora). W latach 20. i 30. XX wieku mieszkał w Domu Profesorów przy ul. Nowy Zjazd 5 w Warszawie. Należał do Stowarzyszenia Mieszkaniowego Spółdzielczego Profesorów Uniwersytetu Warszawskiego.